# Kamichu!
Kamichu! (かみちゅ!～ かみさま で ちゅうがくせい～, Kamichu! ~Kamisama de chûgakusei~), littéralement « Kamichu! une déesse collégienne », est une série anime japonais fortement influencée par la religion shinto qui suit les aventures d'une déesse adolescente, Yurie Hitotsubashi, et ses amies.
La série fut créée par Besame Mucho (ベサメムーチョ, Besamemûcho), pseudonyme de Tomonori Ochai, Koji Masunari et Hideyuki Kurata. Elle fut diffusée par Animax au Japon, en Asie de l'Est, Asie du Sud, et Asie du Sud-Est.
La série fut adaptée en manga dans Dengeki Daiô et recueillie dans deux volumes de tankôbon.
Elle reçut le prix Excellence Prize for Animation au Japan Media Arts Festival de 2005.

## Trame

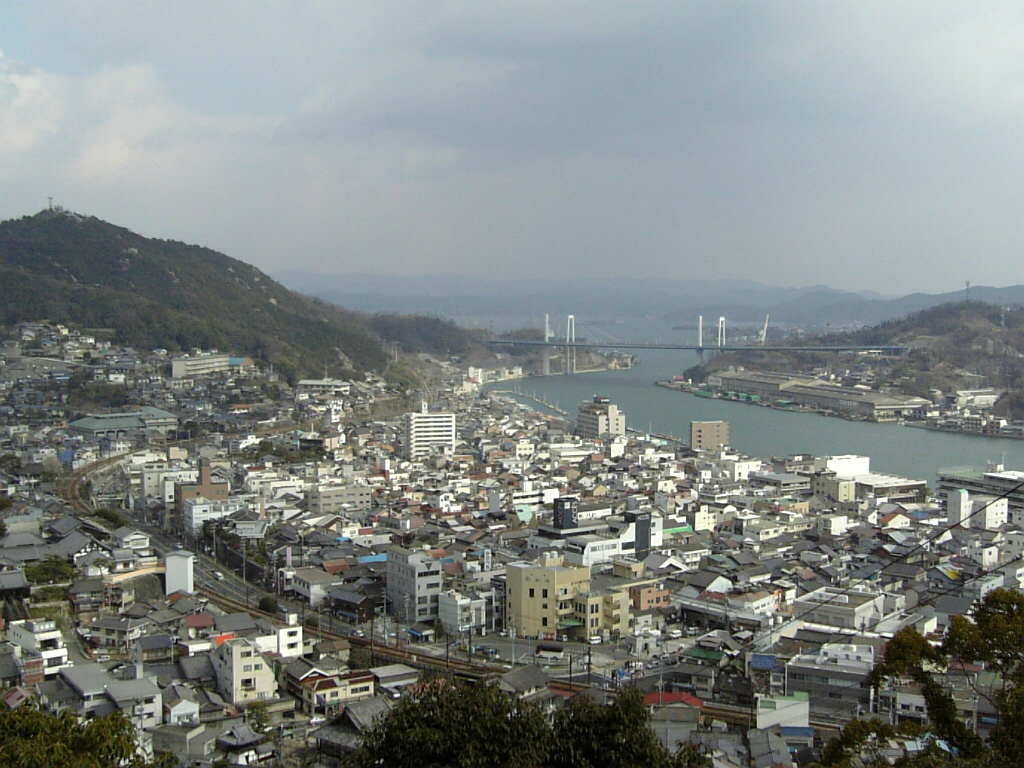
Onomichi vu depuis Senkō-ji.

Yurie est une collégienne petite et timide qui découvre un jour qu'elle est devenue kami (神), un dieu dans le sens shinto du terme. Elle n'a aucune idée de ses pouvoirs. Ses amies lui donnent le surnom de kamichu, de kami (dieu) et chûgakusei (collégien). Elle rencontre beaucoup de dieux et apprend la voie des dieux pour devenir un jour une bonne déesse elle-même. Dans l'anime, elle devient meilleure déesse mais également meilleure personne.
Kamichu! se déroule dans la ville d'Onomichi dans la préfecture d'Hiroshima, sur les rives de la mer intérieure de Seto, de printemps 1983 à printemps 1984. Beaucoup des temples et lieux montrés dans l'anime existent vraiment dans et autour de la ville.

## Personnages principaux
Yurie Hitotsubashi (一橋 ゆりえ, Hitotsubashi Yurie)
seiyû : MAKO
Protagoniste. Dans le premier épisode, elle dit à son amie Mitsue qu'elle est devenue déesse. Il n'est jamais expliqué comment. Elle est naïve et simple mais pense toujours faire du bien. Elle a été amoureuse de Kenji Ninomiya et devient très nerveuse et rougit quand elle est près de lui.
Matsuri Saegusa (三枝 祀, Saegusa Matsuri)
seiyû : Rika Morinaga
Matsuri s'occupe du sanctuaire Raifuku à Onomichi avec sa sœur, Miko. Au contraire de Miko, elle ne peut pas voir les esprits sans les ensorcellements que Yurie écrit (dans le manga Miko dit qu'elle pouvait voir les esprits avant). Son nom signifie « adoration ».
Mitsue Shijo (四条 光恵, Shijō Mitsue)
seiyû : Kaori Mine
Mitsue est la meilleure amie de Yurie. Elle est très réaliste mais aimerait que des choses plus intéressantes se passent dans sa vie (particulièrement sa vie amoureuse). Yurie s'approche souvent d'elle pour des conseils, et même si ses conseils sont simples, et souvent ne relèvent que du bon sens, elle a toujours raison. Elle est possédée par Yashima quand il veut communiquer avec d'autres ou quand il veut se produire.
Miko Saegusa (三枝 みこ, Saegusa Miko)
seiyû : Ai Nonaka
Miko est la sœur cadette timide de Matsuri. Elle cuisine et est patiente avec sa sœur. Elle aide dans le sanctuaire et peut voir les esprits. Elle est amoureuse de Yashima. Un miko est une gardienne de sanctuaire shinto.
Kenji Ninomiya (二宮 健児, Ninomiya Kenji)
seiyû : Issei Miyazaki
Kenji est le président et le seul membre du club de calligraphie de son école. Il est assez distant et un peu lent à comprendre. Il aime beaucoup ses pinceaux et fait souvent de la calligraphie pour le sanctuaire Raifuku. Il ne le fait que quand il est « inspiré », mais il prend du temps pour se rendre compte que ses sources d'inspiration ont à voir avec Yurie.
Yashima-sama (八島様, Yashima-sama)
seiyû : Kousuke Okano
Yashima est le dieu local du sanctuaire Raifuku. Il veut être une star du rock, ce qui le fait posséder Mitsue (qui est totalement contre). Il est souvent vu avec un Akita Inu qui parle. Il paraît être amis avec Miko Saegusa ; il est sous-entendu qu'il est amoureux de Matsuri.
Shoukichi Hitotsubashi
seiyû : Makoto Tsumura
Shoukichi est le frère cadet de Yurie, qui comme Miko va à la même école que sa sœur aînée, une année avant. Il est souvent plus mature que sa sœur, qu'il taquine souvent mais aime bien. Il est amoureux de Miko ; se comporte de manière différente avec elle et rougit.
Bin-chan
Un dieu de la pauvreté que Yurie héberge après qu'il a sauvé la vie de Tama. Il partage le même corps que Tama.
Tama
Le chat de Yurie. Après avoir commencé à partager son corps avec Bin-chan, elle démontre des traits humains, ce qui rend Shoukichi suspicieux.

## Épisodes
Il y a seize épisodes dans la série ; douze furent diffusés sur TV Asahi en 720p, qui omettra les épisodes 8, 11, 13 et 16. Le DVD contient tous les seize épisodes. Les titres de plusieurs épisodes sont ceux de chansons pop japonaises des années 1980 et 1990.
Liste des épisodes de Kamichu!

## Musique
Musique du générique de début
Fair Weather Followed by Fair Weather (晴れのちハレ!, Hare Nochi Hare!)
Paroles de Bee'
Composition de Junpei Fujita
Chanté par Maho Tomita
Musique du générique de fin
Ice Candy (アイスキャンディー, Aisu Kyandî)
Paroles de Bee'
Composition de Noriyasu Agematsu
Chanté par MAKO
CD
アイスキャンディー Maxi -24 août 2005
晴れのちハレ! Maxi - 24 août 2005
Kamichu OST - 26 octobre 2005